# BRP-Rotax
A BRP-Rotax GmbH & Co KG,  2008–2016 között BRP-Powertrain GmbH & Co. KG, vagy közismert nevén Rotax Ausztriában működő motorgyártó cég, a kanadai Bombardier egyik leányvállalata. A céget 1920-ban alapították Drezdában. A cég 1943-ban Ausztriába, Welsbe költözött, majd 1947-ben véglegesen Gunskirchenben telepedett le. 1959-ben egyesült a bécsi székhelyű, autókat és vasúti jármű-felépítményeket gyártó Lohner-Werke vállalattal. A Lohner-Rotaxot 1970-ben megvásárolta a kanadai Bombardier, a Rotax ezt követően a kanadai cégcsoport részeként a motorgyártásra összpontosít.
1962-től építenek Rotax-motorokat motoros szánokba. A cég 1982-ig kizárólag kétütemű motorokat gyártott. Ezt követően jelentek meg a Rotax négyütemű repülőgépmotorjai. 1989-ben kezdte meg a cég egyik legsikeresebb gyártmánya, a Rotax 912A repülőgépmotor gyártását, amely kedvelt motornak számít a könnyű és ultrakönnyű repülőgépeknél, valamint motoros sárkányrepülőknél.

## A cég főbb gyártmányai

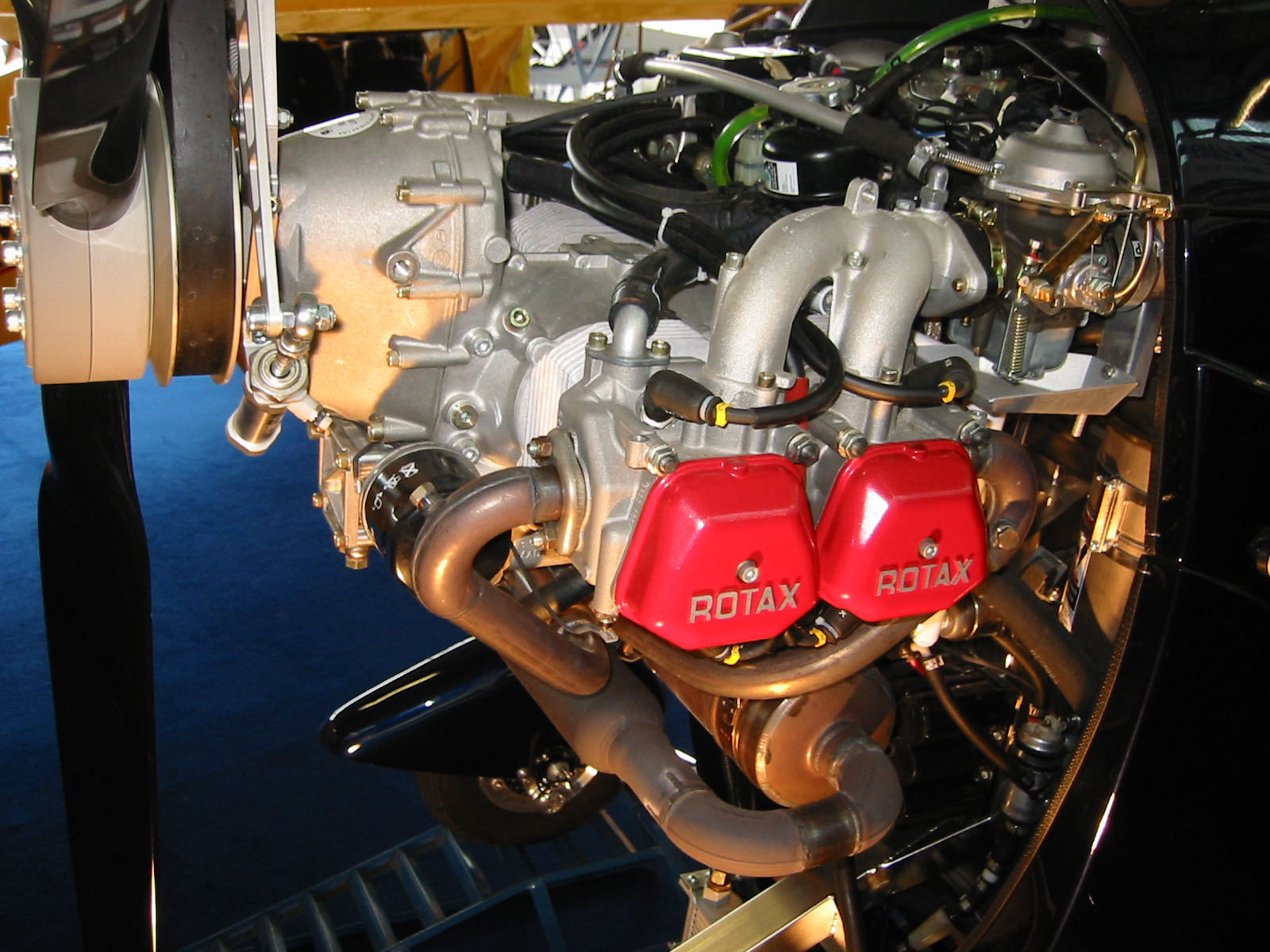
Rotax 914 könnyű repülőgép-motor

- Motorok az olasz Aprila és a kanadai Can-Am motorkerékpárokba
- Rotax Max motorcsalád gokartokhoz
- A BMW F650 motorkerékpár egyhengeres, négyszelepes motorjai
- A Rotax 912 és Rotax 914 könnyű repülőgép-motorok
- Rotax 494 és Rotax 493 motorok Formula 500-as versenyautókhoz

## Külső hivatkozások
- A Rotax honlapja
- A Rotax Aircraft Engines honlapja Archiválva 2010. október 1-i dátummal a Wayback Machine-ben